# 유취안

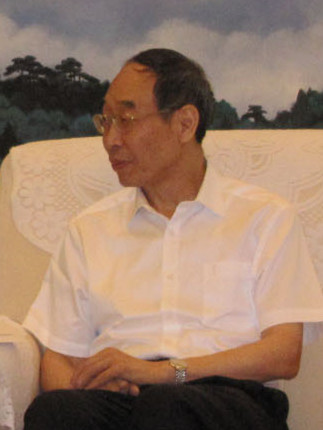

유취안(尤权, 1954년 ~)은 중화인민공화국의 정치인이다. 현재 푸젠성 당위원회 서기 겸 푸젠 성 인민위원회 의장이다. 실제로는 1954년에 베이징에서 태어났지만, 중국 고유의 전통에 따라 그의 고향인 허베이성 루룽 현 출신으로 간주되고 있다. 경제학 박사 학위를 갖고 있다.

## 생애
1969년 9월부터 일을 시작했으며, 1973년 3월 중국 공산당에 입당했다. 1995년 6월, 국무원에서 일을 시작하면서, 점차 승진하여 2006년 12월부터는 국가전력감독관리위원회 위원장이 되었다. 2008년 3월에는 장관급 자리인 국무원 부 비서장에 올라서, 마카이 밑에서 일했다. 2012년 12월, 요우취안은 톈진시로 자리를 옮기는 쑨춘란의 뒤를 이어, 중국 남부 해안 지방의 푸젠성 중국공산당 당위원회 서기에 지명되었다. 유취안은 중국공산당 제17차 중앙위원회에서 후보 위원에 올랐으며, 제18차 중앙위원회 중앙위원으로 선출되었다.